# USS Boston (1884)
USS Boston – amerykański krążownik pancernopokładowy, który wszedł do służby w 1887 roku. Był to jeden z pierwszych okrętów o stalowym kadłubie zbudowanych w ramach programu „Nowej Marynarki” z 1880 roku. Pozostawał w służbie podczas I i II wojny światowej, jako jednostka szkolna, transportowa i mieszkalna. W sierpniu 1940 roku zmieniono imię okrętu na „Despatch”. Zatopiony u wybrzeży San Francisco w kwietniu 1946 roku.

## Projekt i budowa
„Boston” został zamówiony w stoczni John Roach & Sons w ramach zamówienia na 4 okręty określanego jako ABCD typu, składającego się z 3 krążowników i okrętu pomocniczego. Budowa okrętu rozpoczęła się 15 listopada 1883 roku, jednak z powodu anulowania zamówienia na jednostkę pomocniczą stocznia upadła, a budowę „Bostona” przekazano stoczni New York Navy Yard. Wodowanie okrętu nastąpiło 4 grudnia 1884 roku, wejście do służby 2 maja 1887 roku.

## Służba
„Boston” wszedł do czynnej służby w 1888 roku. Jego pierwszą misją było zabezpieczanie amerykańskich interesów na wodach Gwatemali i Haiti.
30 września 1889 roku okręt wszedł w skład Białej Eskadry, w ramach której odwiedził porty w Europie i rejonie Morza Śródziemnego. Od grudnia 1889 roku uczestniczył w rejsie z rejonu Morza Śródziemnego do portów Ameryki Południowej. W styczniu 1893 roku załoga okrętu uczestniczyła w obaleniu Królestwa Hawajów .

### Wojna amerykańsko-hiszpańska
25 stycznia 1896 roku okręt wszedł w skład Eskadry Azjatyckiej. Wraz z wybuchem wojny amerykańsko-hiszpańskiej był jednym z sześciu okrętów, które Amerykanie mogli skierować przeciwko Hiszpanom w rejonie Filipin. 1 maja 1898 roku „Boston” wziął udział w bitwie w Zatoce Manilijskiej, przyczyniając się do klęski hiszpańskiej floty. 13 sierpnia 1898 roku uczestniczył w zajęciu Manilii. Do 8 czerwca 1899 roku przebywał w rejonie Filipin w związku z wojną filipińsko-amerykańską .

### I i II wojna światowa
Okręt wycofano ze służby 15 września 1899 roku. Ponowne wejście do służby nastąpiło 11 sierpnia 1902 roku, kiedy okręt przydzielono do Eskadry Pacyfiku. Kolejne wycofanie ze służby nastąpiło 10 czerwca 1907 roku. Od czerwca 1911 roku do września 1916 roku służył jako okręt szkolny morskiej formacji rezerwowej (Oregon Naval Militia) w stanie Oregon. Po przystąpieniu Stanów Zjednoczonych do I wojny światowej w 1917 roku, został przebudowany na jednostkę transportową. W czerwcu 1918 roku przebudowano go na okręt mieszkalny, dla personelu marynarki wojennej, funkcję tę pełnił do 1946 roku. 8 kwietnia 1946 roku zatopiony u wybrzeży San Francisco .